# 済州特別自治道民俗文化財
済州特別自治道民俗文化財（チェジュとくべつじちどう みんぞくぶんかざい）は、大韓民国の文化遺産保護制度で、市道指定文化財の一つ。「衣食住・生業・信仰・年中行事などに関する風俗・慣習と、それに使用される衣服・器具・家屋などで国民生活の推移を理解するのに不可欠なもの」であり、かつ上位の国家指定文化財に指定されていないものを対象として済州特別自治道が条例により指定する。旧名は「済州特別自治道民俗資料」であり、2011年2月5日に全文改正された文化財保護法（法律第10000号）が施行され、現在の名称になる。

## 済州特別自治道民俗文化財一覧
| 番号    | 登録名                         | 所在地   | 管理者           |
| ------- | ------------------------------ | -------- | ---------------- |
| 第001号 | 福神弥勒 1-1 東資福 1-2 西資福 | 済州市   | 済州市           |
| 第002号 | トルハルバン                   | 済州市   | 済州市           |
| 第003号 | 済州道の草家                   | 済州一円 |                  |
| 第004号 | 済州道の瓦家                   | 済州一円 |                  |
| 第005号 | ナムバンア                     | 済州市   | 済州大学校博物館 |
| 第006号 | 喪輿                           | 済州市   | 済州大学校博物館 |
| 第007号 | 巫神図                         | 済州市   | 済州大学校博物館 |
| 第008号 | 防邪塔                         | 済州一円 | 済州市           |
| 第009号 |                                |          |                  |
| 第010号 | 済州海女の水服と仕事道具       | 済州市   | 済州海女博物館   |